# Lasy Strzeleckie
Lasy Strzeleckie – kompleks leśny o powierzchni 82 km² usytuowany w pobliżu granicy polsko-ukraińskiej. Rozciąga się między Bugiem a Wełnianką poprzez gminy: Dubienka, Hrubieszów, Horodło i Białopole.
Dominującym drzewostanem w lesie są lasy dębowo-grabowe, nieliczne stanowiska zajmują lasy nadrzeczne i sosnowe. W niektórych miejscach obserwuje się podtopienia, teren jest zaś mało urozmaicony i płaski.
Lasy Strzeleckie chronione są przez Strzelecki Park Krajobrazowy, Grabowiecko-Strzelecki Obszar Chronionego Krajobrazu oraz rezerwaty przyrody Siedliszcze i Liski. Ponadto utworzono tu dwa obszary sieci Natura 2000: „Lasy Strzeleckie” PLB060007 i „Uroczyska Lasów Strzeleckich” PLH060099.
Obszar jest siedliskiem wielu gatunków ptaków objętych ochroną przez program Natura 2000. Są to m.in.:
- bocian czarny,
- trzmielojad,
- dzięcioł czarny,
- dzięcioł średni,
- lerka,
- gąsiorek,
- ortolan.
- orlik krzykliwy,
- jarząbek,
- pokrzewka jarzębata,
- muchołówka mała,
- muchołówka białoszyja
- głuszec,
- derkacz,
- lelek kozodój